# Grundarfjörður (fiordo)
Grundarfjörður è un fiordo situato nel settore nordoccidentale dell'Islanda.

## Descrizione
Grundarfjörður è un piccolo fiordo, situato sulla sponda settentrionale della penisola di Snæfellsnes, nella regione del Vesturland. È una diramazione dell'ampio Breiðafjörður e sulla sua sponda sorge l'omonima città di Grundarfjörður.
È delimitato da penisole su entrambi i lati. A ovest si staglia la forma vistosamente conica del monte Kirkjufell, di origine vulcanica, mentre più a ovest la penisola montuosa di Stöðin delimita il Grundarfjörður e lo separa dal più vasto Breiðafjörður. 
A est si trova la penisola montuosa di Framsveit, dove è presente anche un antico vulcano, che è la causa dell'abbondante presenza di riolite nella penisola.

## Storia
Sulla penisola ci sono anche alcune vecchie fattorie. Fin dai tempi della colonizzazione dell'Islanda, il vichingo Vestar si stabilì a Framsveit. In una delle Saghe degli Islandesi, la Eyrbyggja saga, che parla dell'insediamento nella penisola di Snæfellsnes durante il Medioevo, si parla di lui e dei suoi discendenti. 
Setberg è stata per lungo tempo la sede della più importante e ricca parrocchia della zona.